# Авиатор (ледник)
Ледникът Авиатор (на английски: Aviator Glacier) е голям долинен ледник в Източна Антарктида, Бряг Борхгревинк, на Земя Виктория с дължина 97 km и ширина до 8 km. Води началото си от платото Виктория (част от Трансантарктическите планини) и „тече“ в югоизточна посока между ниски хребети. „Влива“ се между заливите Лейди Нюнс на север и Ууд на юг на море Рос, част от Тихоокеанския сектор на Южния океан, като образува дълъг над 25 km ледников език.
Ледникът Авиатор е открит на 17 декември 1955 г. от капитан У. М. Нокс извършил първия полет от Нова Зеландия до американската база Макмърдо. По време на новозеландската антарктическа експедиция 1958 – 59 г. е детайлно изследван, топаграфски заснет, а впоследствие картиран и е наименуван от Новозеландския комитет по антартическите названия в чест на полярните летци, допринесле много за откриването и опознаването на Антарктида.